# کاتالین کارپ
کاتالین کارپ (انگلیسی: Cătălin Carp؛ زادهٔ ۲۰ اکتبر ۱۹۹۳) بازیکن فوتبال اهل مولداوی است.
از باشگاه‌هایی که در آن بازی کرده‌است می‌توان به باشگاه فوتبال اوفا، باشگاه فوتبال سی‌اف‌آر کلوژ، و باشگاه فوتبال استوا بخارست اشاره کرد.
وی همچنین در تیم‌های ملی فوتبال تیم ملی فوتبال زیر ۱۹ سال مولداوی، زیر ۲۱ سال مولداوی، و مولداوی بازی کرده‌است.